# Operazione Themis
L'operazione Themis è un'iniziativa di sicurezza delle frontiere dell'Unione europea condotta da Frontex, l'agenzia europea di vigilanza dei confini, con l'obiettivo di combattere le migrazioni senza controllo e i crimini transfrontalieri, nella speranza di armonizzare la gestione sui flussi migratori via mare.
L'iniziativa, che ha sostituito l'Operazione Triton nel presidio dei flussi di migranti, è iniziata il 1º febbraio 2018.

## Funzionamento
Themis, rispetto all'operazione Triton, ha due nuove rotte migratorie, quella ad est tra Turchia, Grecia e Albania e quella ad ovest tra Tunisia ed Algeria. Gli obiettivi della nuova operazione sono l'aumentare il pattugliamento marino, sviluppare polizia e intelligence ma soprattutto garantire il soccorso dei migranti in mare in maniera più diffusa.
Rispetto alle 30 miglia di Triton, Themis ha una linea di pattugliamento di 24 miglia dalle coste italiane, ma è previsto un meccanismo di rivalutazione del suddetto limite, se i flussi migratori dovessero subire un cambiamento: in questo caso, potranno essere modificate sia l'area operativa sia le regole d'intervento.
Themis include la raccolta d'intelligence e varie altre misure volte ad individuare i combattenti stranieri e le minacce terroristiche alle frontiere esterne. 